# 애호랑나비

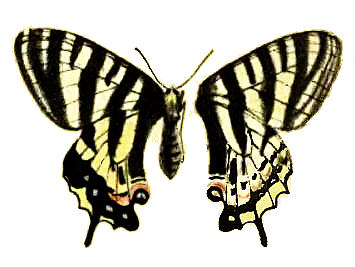

애호랑나비 또는 이른봄애호랑나비는 호랑나비과의 나비이다. 4월경에 활동하며, 애벌레는 쥐방울덩굴과의 족두리풀만을 먹이식물로 삼는다. 수컷은 짝짓기 후 수태낭을 만들어 암컷의 생식구를 막는데, 수태낭이 채워진 암컷은 다른 수컷과 교미를 할 수 없게 된다. 서울시 보호 야생 생물 대상종이다.

## 아종
- Luehdorfia puziloi puziloi (동남 러시아)
- Luehdorfia puziloi coreana Matsumura, 1927 (한국)
- Luehdorfia puziloi inexpecta Sheljuzhko, 1913 (일본)
- Luehdorfia puziloi jezoensis Matsumura
- Luehdorfia puziloi lenzeni Bryk, 1938 (중국)
- Luehdorfia puziloi lingjangensis Lee, 1982 (중국)
- Luehdorfia puziloi machimuraorum Fujioka, 2003 (동남 러시아)
- Luehdorfia puziloi yessoensis Rothschild, 1918 (일본)